# Zenão (neto de Antêmio)

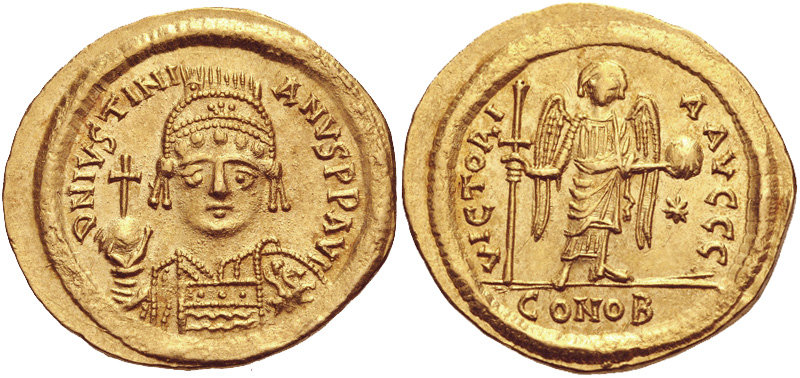
Soldo de Justiniano r.

Zenão (em latim: Zeno; em grego: Ζήνων; romaniz.: Zénon) foi um oficial bizantino do século VI, ativo durante o reinado do imperador Justiniano (r. 527–565). Era neto do imperador Antêmio (r. 467–472) e viveu em Constantinopla sob Justiniano e Teodora (r. 527–548). Segundo Procópio de Cesareia, foi nomeado governador do Egito e quando preparava-se para zarpar rumo a província, perdeu num incêndio um navio cheio de ouro, prata e pedras preciosas; o autor alegou que o mesmo foi esvaziado secretamente e que o incêndio foi iniciado por ordens dos monarcas. Zenão ocupou o posto de governador entre 527 e 548, mas é incerto se como prefeito augustal (527/539) ou duque e augustal de Alexandria (539/548). Algum tempo depois, faleceu subitamente e sua propriedade foi tomada por Justiniano e Teodora, que forjaram um testamento que colocava-os como seus herdeiros.